# Paul Werther
Paul Werther (* 5. Januar 1908 in Duisburg; † 18. November 1965 in Schwerin) war ein deutscher Politiker (KPD/SED), Widerstandskämpfer gegen das NS-Regime sowie VVN- und FDGB-Funktionär.

## Leben
Werther wurde als Sohn eines Schmiedemeisters geboren. Er erlernte selbst den Beruf des Schmieds. 1930 trat er der Kommunistischen Partei Deutschlands (KPD) bei und war für die Stadt- und Unterbezirksleitung Duisburg der KPD aktiv. 1932 erlitt er während einer Demonstration einen Lungenschuss.
Nach der „Machtergreifung“ der Nationalsozialisten beteiligte sich Werther am kommunistischen Widerstand. Im September 1933 emigrierte er ins Saargebiet. Anschließend hielt er sich bis Dezember 1935 in der Schweiz auf und verrichtete – unter den Decknamen „Sepp“ und „Otto“ – Kader- und Grenzarbeit. In den Jahren 1934 und 1935 war er mehrfach inhaftiert. Im September 1935 wurde er einer Parteikontrolle unterzogen und dann im Oktober 1935 durch Hermann Matern für die Kader- und Personalkontrolle der Emigranten in Frankreich eingesetzt (Decknamen: „Karl“ und „Martin“). Ab Mai 1936 hielt Werther sich in Dänemark auf, leitete dort die Grenzarbeit und war Kontaktmann zur Kommunistischen Partei Dänemarks (Deckname: „Axel“). Im Januar 1937 ging er nach Kopenhagen und wurde dort „Techniker“ der Abschnittsleitung Nord. Am 25. März 1939 wurde er von den Nationalsozialisten ausgebürgert (Liste 100). Zwischen 1941 und 1943 war er in der dänischen Widerstandsbewegung aktiv. Im Oktober 1943 ging Werther im Auftrag der Partei nach Schweden. Er wurde in Smedsbo inhaftiert und am 19. Februar 1944 entlassen. Zusammen mit Wilhelm Bick betrieb Werther nach seiner Entlassung ein kleines Unternehmen zur Herstellung kunstgewerblicher Waren in Alingsås. Werther war Mitglied der KPD-Leitung in Göteborg-Borås. Ende 1944/Anfang 1945 war Werther nach Konsultationen mit den Sowjets von Karl Mewis und Erich Glückauf mit dem amerikanischen Geheimdienst OSS in Verbindung gebracht worden. Mit unfreiwilliger Hilfe der US-Amerikaner konnte Werther im März 1945 den Kontakt zur illegalen KPD-Gruppe in Kopenhagen wiederherstellen. Er überbrachte gleichzeitig Waffen und Munition für die dänische Widerstandsbewegung. Ende April kehrte er nach Schweden zurück, um Bericht zu erstatten. Werther war der erste Emigrant, der – zwei Tage nach der deutschen Kapitulation in Dänemark – am 7. Mai 1945 aus Schweden nach Dänemark zurückkehrte.
Im Dezember 1945 kehrte Werther nach Deutschland, in die SBZ, zurück. Er wurde Instrukteur der KPD-Landesleitung Mecklenburg. 1946 wurde er Mitglied der Sozialistischen Einheitspartei Deutschlands (SED). Von April 1946 bis 1947 leitete er die Kreispolizei im Grenzkreis Schönberg bzw. war Polizeirat in Waren. Von Januar bis März 1948 besuchte Werther die Landesparteischule der SED. Im April 1948 wurde er Parteisekretär der Neptun-Werft in Rostock, ab Juni 1949 wirkte er dort als Kulturdirektor. Von Juli 1950 bis Dezember 1951 war er Leiter einer MTS-Leitwerkstatt. 1952 besuchte er die MAS-Zentralschule und war anschließend als MAS-Instrukteur in Schwerin tätig. Von Oktober 1952 bis April 1953 fungierte er als Bezirkssekretär der Vereinigung der Verfolgten des Naziregimes (VVN) in Schwerin, von April 1953 bis Januar 1957 war er stellvertretender Vorsitzender des Bezirksvorstandes des Freien Deutschen Gewerkschaftsbundes (FDGB) Schwerin. Von 1954 bis 1958 war Werther auch Abgeordneter des Bezirkstages. Von 1957 bis 1965 war er zunächst stellvertretender, dann Abteilungsleiter des Büros der Bezirksleitung Schwerin der SED und verantwortlich für die gesamtdeutsche Arbeit.